# Nouvel ordre économique international
Le « nouvel ordre économique international » est une notion impulsée dans les années 1960 par les pays du tiers monde pour exprimer leurs revendications dans le domaine des relations commerciales, de sorte que les États les plus fragiles puissent bénéficier d'avantages spécifiques par rapport aux États déjà développés. L'expression « nouvel ordre économique international » est utilisée pour la première fois officiellement par le Président algérien Houari Boumédiène à la tribune de l'Assemblée générale des Nations unies en 1974.
À la Conférence d'Alger (5-9 septembre 1973), le Mouvement des non-alignés avait esquissé les grandes lignes d'un programme d'action en faveur d'un « nouvel ordre économique international ». Ce programme proposait différentes orientations concernant les matières premières, le financement du développement, l'industrialisation, les transferts de technologie, le contrôle de l'activité des firmes multinationales. Bien qu'adoptée par consensus par l'Assemblée générale des Nations unies en mai 1974 dans ses résolutions 3201 (S-VI) et 3202 (S-VI), cette initiative sera mise en échec par le contexte de crise qui sévit alors et l'opposition de fait de plusieurs pays développés[réf. nécessaire] ; elle sera cependant réaffirmée par l'ONU en 2012. 

## Revendications
Parmi les revendications :
- Droit d'accéder aux nouvelles technologies sans devoir payer les droits de brevet.
- Droit de pouvoir exporter en franchise douanière et de pouvoir se protéger à l'importation.
- Assurance d'obtenir des prêts à long terme et à faible taux d'intérêt.
- Mise en place de mécanismes de stabilisation des cours des matières premières[5]
- Tout État, les territoires et peuple soumis à une occupation étrangère peuvent obtenir une restitution et une indemnisation des dommages subis pendant la colonisation.